# بول (بادن)
شهر بول در ایالت بادن-وورتمبرگ در کشور آلمان واقع شده است.